# Rombicosidodecaedro bigirato diminuito
In geometria solida, il rombicosidodecaedro bigirato diminuito è un poliedro con 52 facce che può essere costruito, come intuibile dal suo nome, girando e poi diminuendo un rombicosidodecaedro, ossia ruotando di 36° due delle cupole pentagonali non adiacenti che possono essere individuate sulla sua superficie e quindi sottraendogli un'altra di queste cupole, non adiacente a nessuna delle due cupole ruotate.

## Caratteristiche
Il rombicosidodecaedro bigirato diminuito è uno dei 92 solidi di Johnson, in particolare quello indicato come J79, ossia un poliedro strettamente convesso avente come facce dei poligoni regolari ma comunque non appartenente alla famiglia dei poliedri uniformi, ed è il quindicesimo di una serie di diciannove solidi archimedei modificati tutti facenti parte dei solidi di Johnson.
Per quanto riguarda i 55 vertici di questo poliedro, su 45 di essi incidono una faccia pentagonale, due quadrate e una triangolare, mentre sui restanti 10 incidono una faccia decagonale, una pentagonale e una quadrata.

## Formule
Considerando un rombicosidodecaedro bigirato diminuito avente come facce dei poligoni regolari aventi lato di lunghezza {\displaystyle a}, le formule per il calcolo del volume {\displaystyle V} e della superficie {\displaystyle A} risultano essere:
{\displaystyle V={\frac {a^{3}}{6}}\left(115+54{\sqrt {5}}\right)\approx 39,2912785\ldots a^{3};}
{\displaystyle A={\frac {a^{2}}{4}}\left(100+15{\sqrt {3}}+\left(10+11{\sqrt {5}}\right){\sqrt {5+2{\sqrt {5}}}}\right)\approx 58,1146508\ldots a^{2}.}